# Ivan Kozler
Ivan (Janez) Kozler, kranjski politik,* 7. marec 1819, Kočevska Reka, † 31. maj 1898,  Ljubljana

## Življenje in delo
Ivan Kozler je bil iz znane rodbine kočevskih Nemcev, bil je brat znanega kartografa Petra Kozlerja. Oče Ivan starejši mu je leta 1845 prepustil grad Ortnek.
Bil je član Kmetijske družbe, ljubljanskega Slovenskega društva in ljubljanskega juridičnega društva. Junija 1848 je postal zastopnik nestanovskih graščakov v ljubljanskem deželnem zboru. Marca 1861 je bil izvoljen v prvi kranjski deželni zbor kot poslanec mestne kurije, zastopal je Kočevje in Ribnico. V kranjski deželni zbor je bil izvoljen tudi v drugem sklicu 1867–70. V deželnem zboru je bil član finančnega odseka (1863, 1866), odseka za cestni kategorizacijski zakon in za cestne zadeve (1866) ter odseka za preučitev Tomanovega predloga za železniško zvezo Ljubljana - Beljak in Št. Peter — Reka (1866).
Bil je nemško orientiran in je glasoval proti predlogom slovenske stranke, tako proti Bleiweisovemu predlogu za deželni zakon o učnem jeziku na ljudskih in srednjih šolah (1866) in proti Costovemu predlogu o spremembi deželnozborskega volilnega reda. Veliko si je prizadeval za razvoj kmetijstva na ljubljanskem barju.